# Vol Sriwijaya Air 182
Le 9 janvier 2021, le Boeing 737-500 effectuant le vol Sriwijaya Air 182, un vol intérieur régulier à destination de l'aéroport Supadio de Pontianak, disparaît des radars quatre minutes après son décollage de l'aéroport international Soekarno-Hatta de Jakarta, en Indonésie, et s'écrase en mer de Java, à proximité des îles Seribu, ne laissant aucun survivant parmi les 56 passagers et 6 membres d'équipage présents à bord.
Le rapport final de l'enquête menée par le Comité national pour la sécurité dans les transports indonésien (NTSC) conclut que l'accident a été causé par la combinaison d'une défaillance de l'automanette, qui a laissé le moteur droit à pleine puissance et réduit la puissance du moteur gauche jusqu'à le faire passer sur ralenti, pendant la montée, et d'une erreur des pilotes, qui n'ont pas réagi de manière adéquate pour pouvoir récupérer la situation.

## Contexte

### Avion

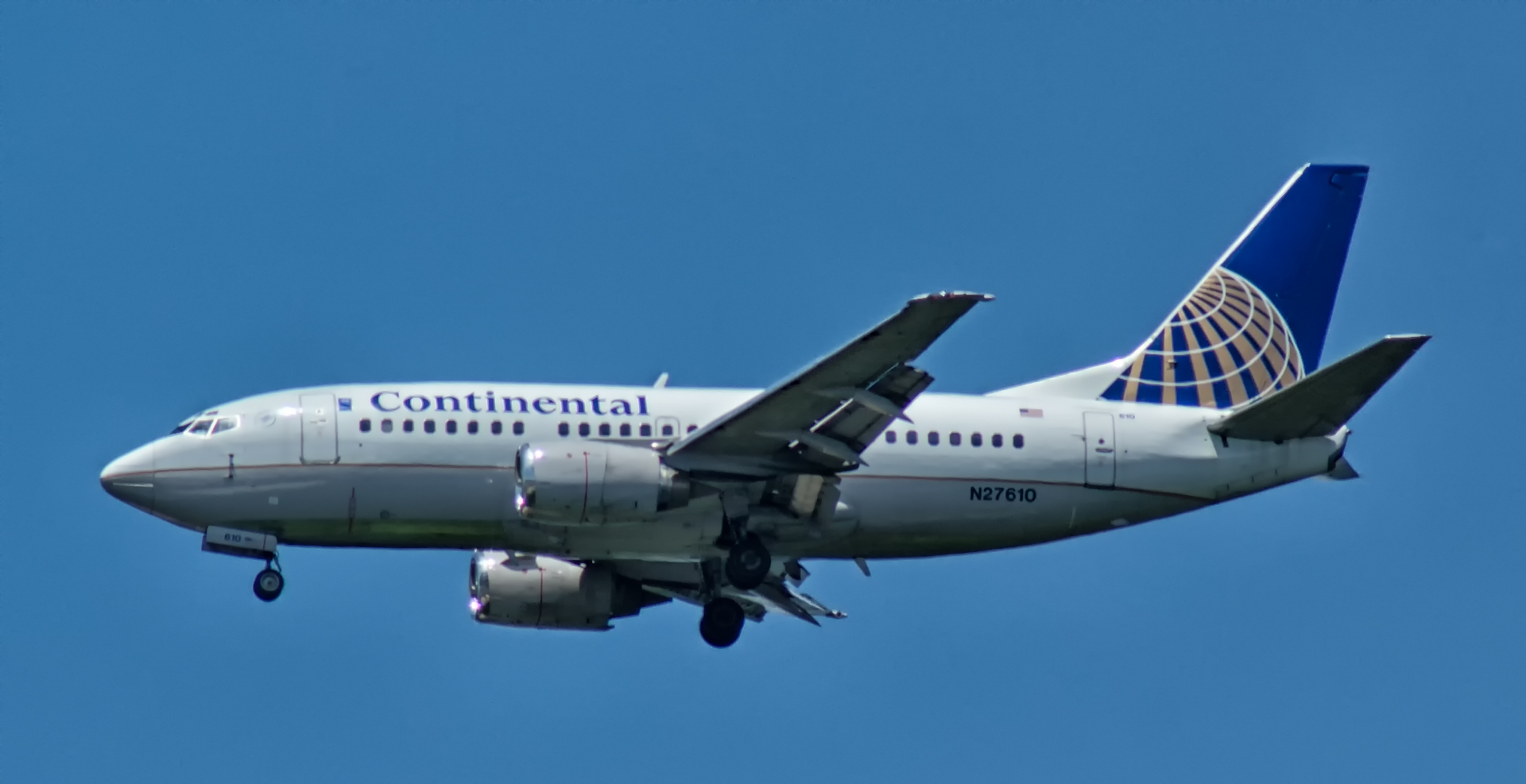
Le 737 impliqué dans l'accident, alors en service pour Continental Airlines, ici à l'aéroport international Hartsfield-Jackson d'Atlanta en 2008

L'appareil impliqué est un Boeing 737-524, un avion de ligne court/moyen-courrier immatriculé PK-CLC et baptisé Citra par Sriwijaya Air, qui l'utilisait depuis le 15 mai 2012. Il s'agissait du premier d'un total de quinze 737-500 reçus par Sriwijaya Air en 2012, afin de remplacer ses ancien 737-200. Il est équipé de deux turboréacteurs de type CFM International CFM56-3C1 et totalise 62 983 heures de vol et 40 383 cycles (décollage/atterrissage) au moment de l'accident.
Il a effectué son premier vol en mai 1994 et a été livré à l'origine à Continental Airlines, avec comme immatriculation N27610 ; il a ensuite été transféré à United Airlines en 2010, après la fusion entre Continental et United.
Entre mars et décembre 2020, l'avion a été stocké à l'aéroport international Juanda, en raison de la réduction du trafic aérien pendant la pandémie de Covid-19. Le ministère des Transports a déclaré avoir inspecté l'avion le 14 décembre 2020 et délivré un nouveau certificat de navigabilité le 17 décembre 2020. Il a ensuite repris le service le 19 décembre 2020.

### Passagers et équipage
Il y a 62 personnes à bord : 56 passagers, dont sept enfants et six membres de la compagnie présents en tant que passagers, ainsi que six membres d'équipage, tous de nationalité indonésienne. La majorité des passagers étaient originaires du Kalimantan occidental. 
L'équipage est constitué du commandant de bord Afwan (54 ans), un ancien pilote de l'armée de l'air indonésienne, qui totalise plus de 17 904 heures de vol, dont 9 023 heures sur Boeing 737, et du copilote Diego Mamahit (34 ans), qui compte plus de 5 107 heures de vol, dont 4 957 heures sur 737, ainsi que quatre membres du personnel navigant commercial (PNC) en cabine.
Les six membres de l'équipage et plusieurs passagers payants avaient été transférés sur le vol 182 à partir d'un vol précédent de NAM Air qui avait été annulé.

## Déroulement du vol

Trajet effectué par le vol 182, depuis le décollage jusqu'au crash de l'avion.

Le vol 182 devait décoller de l'aéroport international Soekarno-Hatta de Jakarta à 6 h 40 UTC et arriver à l'l'aéroport Supadio de Pontianak, dans le Kalimantan occidental, à 8 h 0. Le décollage a cependant été retardé en raison des mauvaises conditions météorologiques, dues à la mousson, au moment du décollage et le vol 182 n'a décollé de la piste 25R qu'à 7 h 36. En raison du retard, il était prévu qu'il atterrisse à Pontianak à 8 h 50.
L'équipage a décollé en suivant les règles de vol aux instruments standards, avec l'autorisation de monter à 29 000 pieds (8 800 m). Au cours de sa montée, le vol 182 a dévié de sa route vers le nord-ouest. Le contrôle aérien (ATC) a demandé à l'équipage pourquoi il avait dévié de sa route et n'a reçu aucune réponse de sa part. Quelques secondes plus tard, l'avion a disparu des écrans radars.
Après avoir reçu l'ordre de l'ATC de cesser de monter à 11 000 pieds (3 400 m), le commandant Afwan a abaissé l'altitude cible et l'a entrée dans le pilote automatique. Pour compenser la diminution d'altitude, car la descente entraîne une augmentation de la vitesse, l'automanette, qui contrôle la puissance des moteurs de l'avion lors des différentes phases du vol, a déplacé les manettes des gaz vers l'arrière, pour maintenir la vitesse prévue. La manette du moteur gauche s'est déplacée vers l'arrière, tandis que celle du moteur droit n'a pas bougé.
Le 737 était alors en virage à droite, mais comme la manette gauche continuait à diminuer la puissance du moteur tandis que celle de droite était toujours à la puissance de montée maximale, la poussée asymétrique a forcé l'avion à commencer à tourner à gauche. Afin de maintenir le cap, le pilote automatique a essayé de maintenir l'avion dans un virage à droite. Il a finalement incliné l'avion vers la droite, avec un angle d'inclinaison de 19°, soit le maximum qu'il peut autorisé. L'asymétrie de poussée a continué d'augmenter jusqu'à ce qu'elle prenne le dessus sur le pilote automatique. L'asymétrie a ensuite atteint un niveau dangereux et l'avion a commencé à s'incliner vers la gauche, l'angle d'inclinaison augmentant d'un degré par seconde. 
Les pilotes n'ont apparemment pas remarqué le changement au niveau de l'inclinaison de l'avion, car ils étaient alors occupés par d'autres procédures de vol, telles que la communication avec l'ATC, ainsi que le cap et l'altitude de l'avion. De plus, le fait que l'avion volait dans les nuages lors de la montée les a empêchés d'acquérir les repères visuels extérieurs nécessaire pour déterminer l'attitude réelle de l'appareil.
La manette des gaz du moteur gauche a continué à baisser jusqu'à atteindre la position de ralenti, ce qui a entraîné une augmentation plus rapide de l'angle d'inclinaison à gauche. Les pilotes venaient de recevoir une instruction de l'ATC de monter à 13 000 pieds (4 000 m) lorsqu'une alarme dans le cockpit s'est déclenchée, avertissant l'équipage de l'inclinaison à gauche, qui était alors de 37°. Surpris, le commandant Afwan a saisi son manche, a désactivé le pilote automatique et a tenté de récupérer l'avion. Son intervention a cependant aggravé la situation, car il a fait tourner l'avion encore plus à gauche pendant environ quatre secondes, augmentant davantage l'angle d'inclinaison de l'appareil.
Avant que le pilote automatique ne soit déconnecté, il empêchait l'avion de s'incliner vers la gauche. Comme il a été déconnecté, l'équipage a perdu toute protection du pilote automatique. Avec le commandant entamant un virage à gauche, le 737 s'est incliné jusqu'à atteindre son angle d'inclinaison maximal autorisé en vol, et a pris un roulis de 90° vers la gauche. Le nez de l'avion s'est alors abaissé et l'avion s'est renversé sur le dos, avant de descendre rapidement vers la mer de Java. 

Graphique représentant la vitesse et l'altitude du vol 182.

Le copilote Mamahit a alerté le commandant Afwan concernant l'angle d'inclinaison, l'avertissant que l'avion venait d'entrer dans un plongeon en piqué. Réalisant son erreur, le commandant de bord a tiré sur le manche vers l'arrière et a tenté de corriger la plongée de l'avion. En raison du fait qu'il était sur le dos lors de la chute, l'avion est descendu plus rapidement et les actions du commandant a conduit à une augmentation du taux de descente. Les données de vol indiquent que quatre minutes après le décollage, l'avion a chuté de 10 000 pieds (3 000 m) en l'espace d'une minute. Selon les données d'AirNav Systems (en), la phase de montée du vol 182 a été interrompue par une chute rapide de l'altitude de 10 900 à 7 650 pieds (3 320 à 2 330 m) à 07h40 UTC.
Le commandant Afwan a réussi à presque mettre les ailes à plat et à relever le nez jusqu'à mettre l'avion en palier, mais à ce moment-là, il n'avait plus une marge de manœuvre suffisante pour récupérer la situation à temps, car l'altitude était trop basse et la vitesse de l'avion était trop élevée. Le vol 182 s'est écrasé, avec le ventre en premier, dans les eaux de la mer de Java, à 19 km de l'aéroport. La violence de l'impact a pulvérisé l'appareil, tuant sur le coup les 62 personnes à bord. Selon les enregistrements de l'ATC, il n'y a pas eu d'appel de détresse pendant toute la durée du vol.

## Recherche et sauvetage

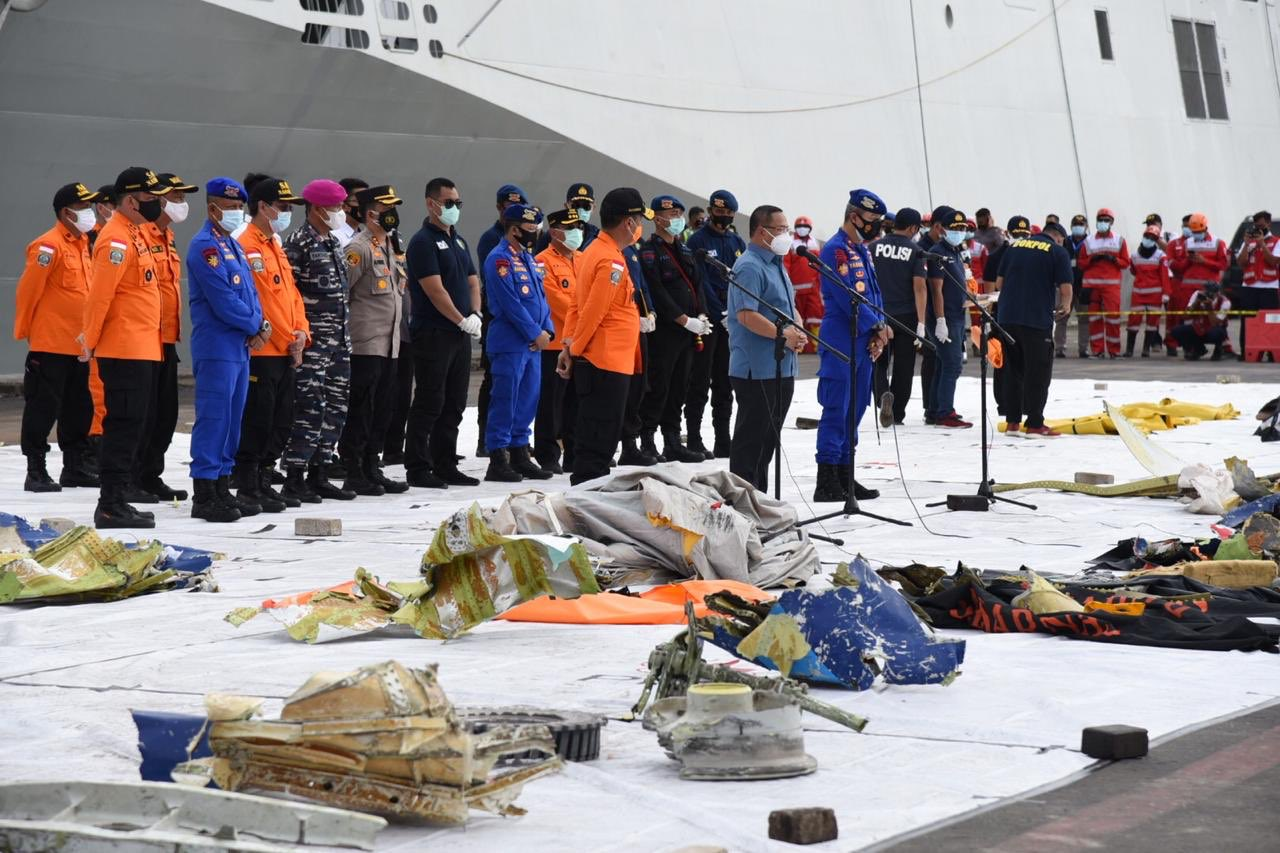
Des débris du 737 accidenté, exposés devant les membres du personnel de secours

La marine indonésienne indique rapidement que les coordonnées de l'impact ont pu être établies. Des bateaux sont déployés sur le site, entre les îles de Laki et de Lancang, dans les Îles Seribu.
Des pêcheurs témoignent avoir observé l'accident : « L'avion est tombé comme un éclair dans la mer et a explosé dans l'eau. C'était assez proche de nous, les éclats d'une sorte de contreplaqué ont presque touché mon navire. » Des premiers débris sont rapidement retrouvés : « Nous avons trouvé des câbles, un morceau de jean et des morceaux de métal ».
Le 10 janvier 2021, un signal est détecté par un navire de la marine indonésienne. Les plongeurs de l'équipe de sauvetage se dirigent vers le signal et indiquent avoir trouvé l'épave de l'avion, vers 23 mètres de profondeur, et localisé les deux boîtes noires. Des restes humains et des vêtements, ainsi que des pièces portant des numéros d'identification, sont également retrouvés.
Le 12 janvier, des plongeurs récupèrent l'enregistreur des paramètres de vol, qui est lisible, et recherchent toujours l’enregistreur des conversations de la cabine de pilotage, qui a perdu sa balise,, le 22 janvier, le boîtier de l'enregistreur des conversations est retrouvé mais sans la mémoire, qui continue d’être recherchée ; l'enregistreur des conversations manquant est finalement repêché fin mars 2021 et ses données sont en partie exploitables et permettraient de faire avancer l'enquête.

## Enquête
Le NTSC a été immédiatement informé de l'accident. Il a déclaré qu'à partir du 10 janvier 2021, juste avant 6 h 0, heure locale, le personnel de recherche et de sauvetage commencerait à rechercher les enregistreurs de vol de l'avion. Il a également ajouté que l'enquête sera assistée par le Conseil national de la sécurité des transports américain (NTSB), l'Air Accident Investigation Bureau of Singapore (AAIB) offrant également son aide pour l'enquête.
Le lendemain de l'accident, le NTSC a obtenu des données brutes concernant la trajectoire de vol de l'avion à partir du radar et d'entretiens avec les contrôleurs aériens. Les enquêteurs ont également récupéré la transcription des communications entre les pilotes et l'ATC.
Les enquêteurs ont remarqué qu'un dysfonctionnement du système de pilotage automatique, et notamment de l'automanette, avait été signalé à de multiples reprises par les pilotes depuis novembre 2013, près de huit ans avant l'accident. 
Les mécaniciens ont tenté à plusieurs reprises de corriger les problèmes. Plusieurs d'entre eux ont décidé de dépanner le système conformément au manuel prescrit par Boeing, tandis qu'une majorité d'entre eux ont essayé de résoudre les problèmes en nettoyant simplement le connecteur électrique des composants de l'automanette. Cependant, comme le problème est réapparu malgré plusieurs tentatives de nettoyage, il était évident que ces problèmes à répétitions n'étaient pas causés par des connecteurs usés.
La découverte de l'échec du commandant Afwan concernant la formation à la prévention et le rétablissement en cas de perte de contrôle (UPRT) a suscité des inquiétudes et une enquête plus détaillée sur le programme de formation qu'il avait suivi au cours de sa carrière. L'examen a révélé qu'il avait suivi une formation à la prévention et au rétablissement en mai 2019, dans le cadre d'une formation obligatoire mise en œuvre par Sriwijaya Air, le résultat étant qualifié de « satisfaisant ». Plusieurs notes ont cependant été formulées concernant la nécessité d'améliorer certains domaines, tels que les appels passé avec le contrôle aérien et plusieurs autres procédures standards.
L'enquête a également révélé que la formation UPRT suivie par l'équipage du vol 182 manquait de détails, ce qui a conduit le NTSC à enquêter plus en détail sur le système de formation de la compagnie aérienne. Elle a conclu qu'il y avait eu une mise en œuvre inadéquate et de multiples problèmes liés à la gestion de la sécurité au sein de Sriwijaya Air, ce qui a contribué au crash.

### Rapport final
Le rapport final, publié le 10 novembre 2022, conclut que l'accident du vol 182 a été causé par une poussée asymétrique des moteurs de l'appareil, due à une défaillance de l'automanette. 
De plus, une fonction centrale à la désactivation immédiate de l'automanette en cas de poussée asymétrique pendant le vol, le Cruise Thrust Split Monitor (CTSM), n'a pas fonctionné correctement en raison d'interférences avec des signaux électriques émis par les aérofreins de l'avion, provoquant une augmentation de l'asymétrie de poussée. Le 737 a alors viré à gauche, au lieu de la droite comme prévu, et est finalement entré dans une chute en piqué, conduisant à l'impact à grande vitesse contre la surface de la mer. 
Le manque de formation des pilotes, notamment concernant l'attitude à adopter face à une telle situation, a contribué à leurs incapacités à prévenir et à reprendre le contrôle de l'appareil à temps.

## Médias
L'accident a fait l'objet d'un épisode dans la série télévisée Air Crash nommé « Drame en mer de Java » (saison 25 - épisode 3).